# Maple Bluff (Wisconsin)
Maple Bluff es una villa ubicada en el condado de Dane en el estado estadounidense de Wisconsin. En el Censo de 2010 tenía una población de 1.313 habitantes y una densidad poblacional de 734,71 personas por km².

## Geografía
Maple Bluff se encuentra ubicada en las coordenadas 43°7′3″N 89°22′16″O / 43.11750, -89.37111. Según la Oficina del Censo de los Estados Unidos, Maple Bluff tiene una superficie total de 1.79 km², de la cual 1.78 km² corresponden a tierra firme y (0.29%) 0.01 km² es agua.

## Demografía
Según el censo de 2010, había 1.313 personas residiendo en Maple Bluff. La densidad de población era de 734,71 hab./km². De los 1.313 habitantes, Maple Bluff estaba compuesto por el 95.89% blancos, el 1.14% eran afroamericanos, el 0.3% eran amerindios, el 0.76% eran asiáticos, el 0% eran isleños del Pacífico, el 0.46% eran de otras razas y el 1.45% pertenecían a dos o más razas. Del total de la población el 1.45% eran hispanos o latinos de cualquier raza.